# 果殼傳媒
果壳传媒，全名“北京果壳互动科技传媒有限公司”，创始人兼CEO为姬十三（本名：嵇曉華）。果壳传媒是由公益性非营利机构“哈赛科技传播中心”发起，并提供支持。果殼傳媒有「果壳网」、「果殼閱讀」等品牌。果壳网是一个泛科技新媒体，按照与科技相关的不同兴趣主题，由专业编辑来策划制作相应内容；而果壳阅读则进入出版领域，按照畅销书的思路去运作科普、科幻类图书。
果壳传媒的盈利模式主要靠广告收入，通过和欧莱雅、通用電氣、宝洁等品牌合作，借助于果壳网的平台，推出以广告、线上线下的活动、刊物策划等的推广方案。

## 名称

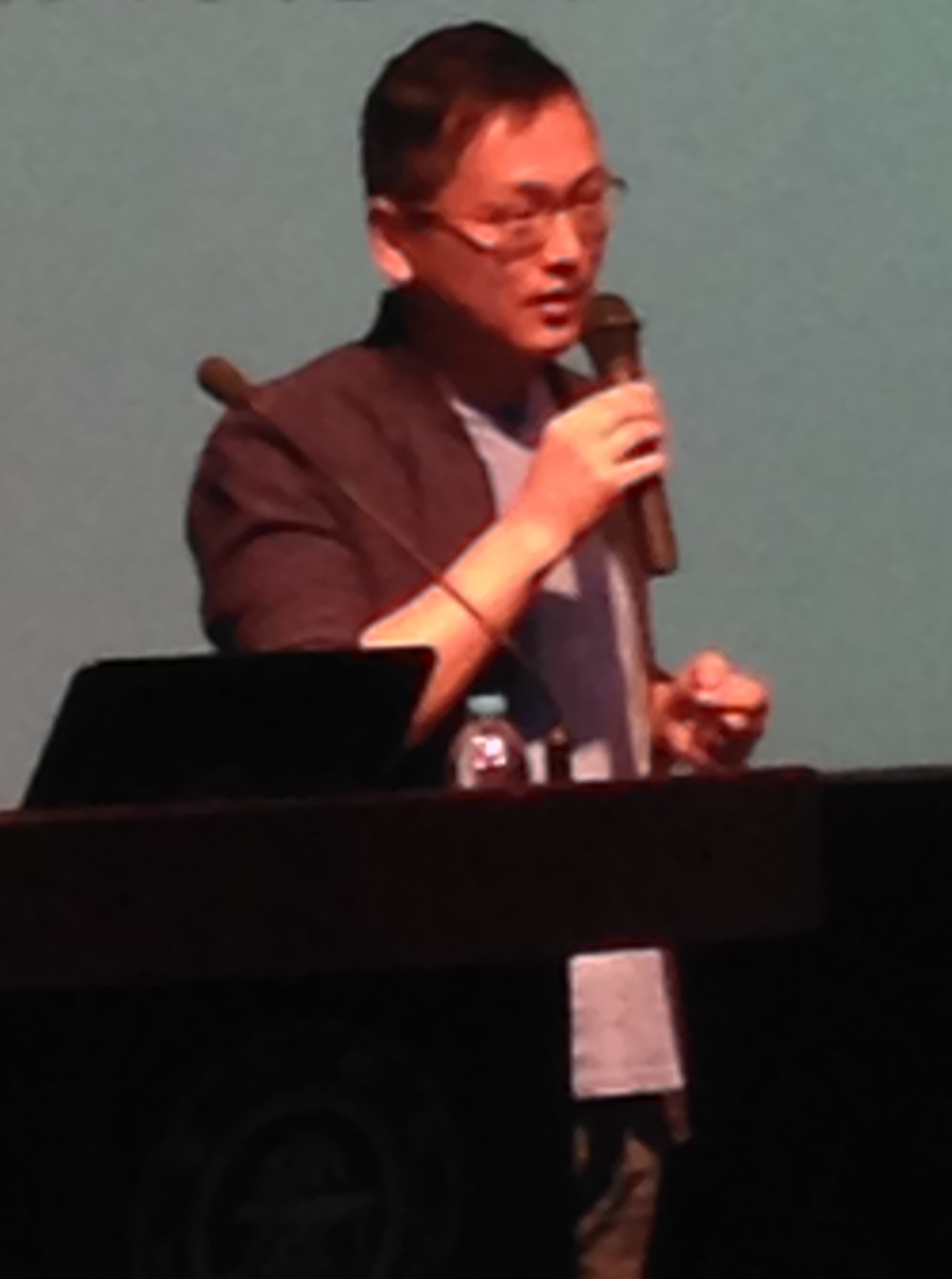
果壳传媒的创办者嵇曉華

果壳传媒的名字来源于哈姆雷特的名言“即便我身处果壳之中，仍自以为是无限宇宙之王”。霍金以此为题著书《果壳中的宇宙》，暗示自己身处轮椅之上的那些时光。果壳传媒的创办者嵇曉華认为“网络是我们的果壳，然而这里所谈论的，大至宇宙小至原子，没有什么能束缚我们的好奇。”

## 历史
果壳传媒是由公益性非营利机构“哈赛科技传播中心”发起，并提供支持。哈赛科技传播中心旗下包括科学松鼠会、未来光锥、科学支教、科学互助等多个科学传播项目群。
2008年，姬十三和一群朋友“捐出”十万元，创立了科学传播的公益团体——科学松鼠会。2010年11月，北京果壳互动科技传媒有限公司推出果壳网（Guokr.com），由原《新京报》新知周刊统筹编辑拇姬担任果壳网主编。2010年12月，果壳传媒宣布获得挚信资本100万美元的投资。
2011年5月，获得挚信资本300万美元A轮融资。
2013年初，获得IDG的B轮融资。
2014年12月，获得好未来领投的2000万美元C轮融资。

## 网站

### 科學松鼠會
科学松鼠会成立于2008年4月28日，是一个以中文创作关于科学方面的写作团体。截至2009年2月，定期访问科学松鼠会网站的读者有几十万人，总访问量超过200万人次。科学松鼠会的文章使用知识共享“署名-非商业性使用-禁止演绎”协议发表，但是他们也允许平面媒体在事先联系，并且取得作者授权的前提下刊登他们的文章。

### 果壳网
果壳网是由姬十三创立的一家泛科技兴趣社区网站。与其之前创办的非盈利组织科学松鼠会在运营上完全独立。果壳网现有科学人、小组、问答、MOOC学院等板块，由专业科技团队负责编辑，网站主编为拇姬。

### 十五言
十五言是果壳旗下的写作平台，2014年上线。在其上发表文章需要先行申请资格，也可使用邀请码取得资格。用户只需用新浪微博帐号登录，不需另外注册。用户主要来自中国大陆，访问者84.5%来自大陆网络，10.7%来自美国网络，3.3%来自台湾网络。
由于十五言的第一版界面与美国同类网站Medium相仿，曾被质疑抄袭。